# Astrid Sercu
Astrid Sercu (Roeselare, 13 februari 1992) is een Belgische actrice en schrijfster afkomstig uit Roeselare. Zij is bekend van haar rol als Paula Coppens in de televisieserie Galaxy Park (2011-2014). Tevens speelde ze in 2014 een gastrol in de serie Rox. Sercu is sindsdien werkzaam als leerkracht woordlab individueel/klassikaal, woordatelier en muziek- en woordinitiatie.
In 2019 verscheen haar debuutboek Je zult van me houden, een jeugdroman voor kinderen in de leeftijd van 12 tot 14 jaar. Later volgden in dezelfde reeks nog Je kunt geen kant op en Je speelt met vuur.

## Filmografie

### Televisie
- Galaxy Park (2011-2014) - Paula Coppens (156 afl.)
- Rox (2014) - Mirthe (1 afl.)